# Nabil Jeffri

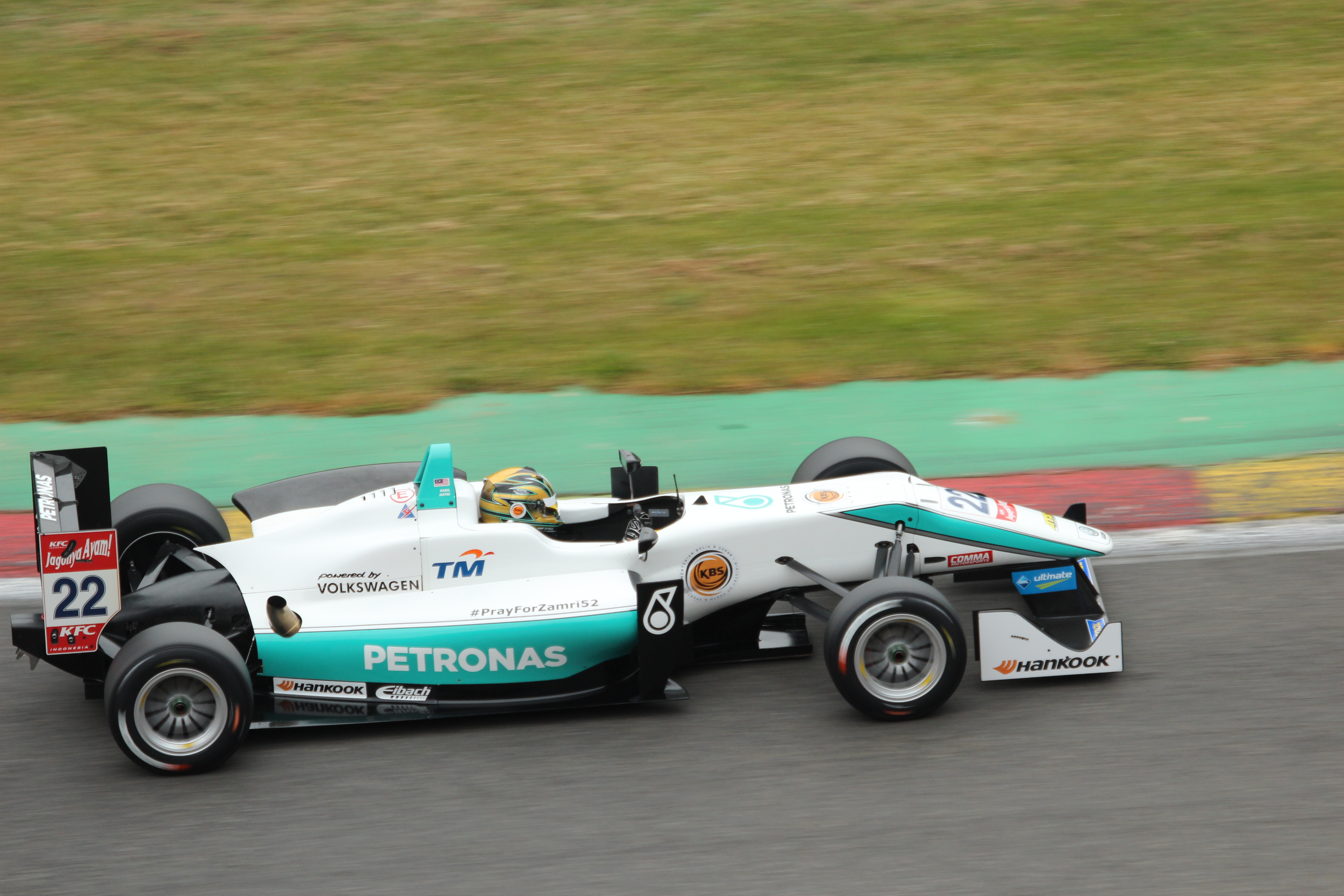
Nabil Jeffri in Spa-Francorchamps in der europäischen Formel-3-Meisterschaft 2015

Nabil Jeffri (* 24. Oktober 1993 in Kuala Lumpur) ist ein malaysischer Automobilrennfahrer. Er startet seit 2016 in der FIA-Formel-2-Meisterschaft (ehemals GP2-Serie).

## Karriere
Jeffri begann seine Motorsportkarriere im Kartsport. 2010 wechselte er in den Formelsport und fuhr für Eurasia Motorsport in der pazifischen Formel BMW. Er beendete die Saison mit 83 Punkten als Fünfter in der Fahrerwertung. Am 1. September 2010 führte Jeffri für den Formel-1-Rennstall Lotus im T127 auf der Rollbahn des Imperial War Museum Duxford einen Aerodynamiktest durch. Mit 16 Jahren und 312 Tagen ist er der bis dahin jüngste Testfahrer der Formel-1-Geschichte und löste damit Nico Rosberg ab, der 2002 im Alter von 17 Jahren und 159 Tagen für Williams F1 im FW24 testete. 2011 startete Jeffri in der JK Racing Asia Series, der Nachfolgeserie der pazifischen Formel BMW, für Petronas Mofaz Racing. Nach einem Sieg beim Saisonauftakt folgten im weiteren Verlauf des Jahres weitere neun Podest-Platzierungen. Jeffri schloss die Saison hinter Lucas Auer und Afiq Ikhwan Yazid auf dem dritten Platz der Gesamtwertung ab. 2012 blieb Jeffri in der JK Racing Asia Series und trat für EuroInternational an. Er gewann vier Rennen und erzielte insgesamt elf Podest-Platzierungen. Mit 223 zu 236 Punkten wurde er Gesamtzweiter hinter seinem Teamkollegen Aston Hare.
2013 blieben Jeffri und Hare bei EuroInternational und wechselten in den deutschen Formel-3-Cup. Während Hare die Serie nach dem Saisonauftakt verließ, fuhr Jeffri regelmäßig in die Punkteränge. Mit zwei fünften Plätzen als beste Resultate erreichte er den achten Platz im Gesamtklassement. Darüber hinaus nahm Jeffri 2013 an vier Rennen der Formula Middle East teil. Dabei kam er stets aufs Podest. 2014 bestritt Jeffri seine zweite Saison im deutschen Formel-3-Cup für Motopark. Jeffri gewann zweimal und erzielte insgesamt 16 Podest-Platzierungen. Mit 277 zu 424 Punkten unterlag er seinem Teamkollegen Markus Pommer und wurde Gesamtzweiter. Darüber hinaus erreichte Jeffri den dritten Platz beim Zandvoort Masters und er trat zu drei Rennen der britischen Formel-3-Meisterschaft an.
2015 blieb Jeffri bei Motopark und wechselte in die europäische Formel-3-Meisterschaft. Er beendete die Saison auf dem 26. Gesamtrang. 2016 erhielt Jeffri bei Arden International ein Cockpit für die GP2-Serie. Ein siebter Platz stellte seine einzige Punkteplatzierung und zugleich sein einziges Top-10-Ergebnis dar. Er wurde 22. im Gesamtklassement. 2017 wurde die GP2-Serie zur FIA-Formel-2-Meisterschaft, in der Jeffri für Trident antritt.

## Statistik

### Karrierestationen
| - 2010: Pazifische Formel BMW (Platz 5) - 2011: JK Racing Asia Series (Platz 3) - 2012: JK Racing Asia Series (Platz 2) | - 2013: Deutsche Formel 3 (Platz 8) - 2014: Deutsche Formel 3 (Platz 2) - 2014: Britische Formel 3 (Platz 14) | - 2015: Europäische Formel 3 (Platz 26) - 2016: GP2-Serie (Platz 22) - 2017: Formel 2 |

### Einzelergebnisse in der europäischen Formel-3-Meisterschaft
| Jahr | Team     | Motor      | 1   | 2   | 3   | 4   | 5   | 6   | 7   | 8   | 9   | 10  | 11  | 12  | 13  | 14  | 15  | 16  | 17  | 18  | 19  | 20  | 21  | 22  | 23  | 24  | 25  | 26  | 27  | 28  | 29  | 30  | 31  | 32  | 33  | Punkte | Rang |
| ---- | -------- | ---------- | --- | --- | --- | --- | --- | --- | --- | --- | --- | --- | --- | --- | --- | --- | --- | --- | --- | --- | --- | --- | --- | --- | --- | --- | --- | --- | --- | --- | --- | --- | --- | --- | --- | ------ | ---- |
| 2015 | Motopark | Volkswagen | SIL | SIL | SIL | HO1 | HO1 | HO1 | PAU | PAU | PAU | MNZ | MNZ | MNZ | SPA | SPA | SPA | NOR | NOR | NOR | ZAN | ZAN | ZAN | SPI | SPI | SPI | POR | POR | POR | NÜR | NÜR | NÜR | HO2 | HO2 | HO2 | 2      | 26.  |
| 2015 | Motopark | Volkswagen | 15  | 13  | 15  | 22  | 22  | 22  | 18  | 17  | 15  | DNF | 21  | 21  | 24  | 17  | 23  | 24  | 24  | DNF | 9   | 22  | 18  | 14  | 16  | 21  | 18  | DNF | 20  | 17  | 22  | 12  | 21  | DNF | DNF | 2      | 26.  |

### Einzelergebnisse in der GP2-Serie / FIA-Formel-2-Meisterschaft
| Jahr | Team                | 1   | 2   | 3   | 4   | 5   | 6   | 7   | 8   | 9   | 10  | 11  | 12  | 13  | 14  | 15  | 16  | 17  | 18  | 19  | 20  | 21  | 22  | Punkte | Rang |
| ---- | ------------------- | --- | --- | --- | --- | --- | --- | --- | --- | --- | --- | --- | --- | --- | --- | --- | --- | --- | --- | --- | --- | --- | --- | ------ | ---- |
| 2016 | Arden International | ESP | ESP | MON | MON | AZE | AZE | AUT | AUT | GBR | GBR | HUN | HUN | GER | GER | BEL | BEL | ITA | ITA | MAS | MAS | UAE | UAE | 2      | 22.  |
| 2016 | Arden International | 19  | 18  | DNF | 17  | DNF | 7   | DNF | 17  | 17  | 15  | 20  | 16  | 11  | DNF | 19  | 17  | 13  | 12  | 18  | DNF | DNF | 20  | 2      | 22.  |
| 2017 | Trident             | BRN | BRN | ESP | ESP | MON | MON | AZE | AZE | AUT | AUT | GBR | GBR | HUN | HUN | BEL | BEL | ITA | ITA | ESP | ESP | UAE | UAE | 2      | 23.  |
| 2017 | Trident             | 19  | 16  | 18  | 18  | 14  | 11  | DNF | 17  | 18  | 12  | 15  | 18  | 12  | 15  | 11  | 15  | 12  | 17  | 9   | 15  | –   | –   | 2      | 23.  |

### Le-Mans-Ergebnisse
| Jahr | Team                  | Fahrzeug | Teamkollege    | Teamkollege | Platzierung | Ausfallgrund |
| ---- | --------------------- | -------- | -------------- | ----------- | ----------- | ------------ |
| 2018 | Jackie Chan DC Racing | Oreca 07 | Jazeman Jaafar | Weiron Tan  | Rang 8      |              |